# Отри
Отри (пол. Otry, нім. Ottern) — село в Польщі, у гміні Кольно Ольштинського повіту Вармінсько-Мазурського воєводства.
У 1975-1998 роках село належало до Ольштинського воєводства.